# National Invitation Tournament 1993
Il National Invitation Tournament 1993 è stata la 56ª edizione del torneo. La final four è stata giocata al Madison Square Garden di New York. Ha vinto il titolo la University of Minnesota, allenata da Clem Haskins. Miglior giocatore del torneo è stato eletto Voshon Lenard.
| Campione NIT 1993                  |
| ---------------------------------- |
| Minnesota Golden Gophers 1º titolo |

## Squadra vincitrice
|  | Naz.                   | Ruolo | Sportivo           |  | Alt. |  |  |
|  | ---------------------- | ----- | ------------------ |  | ---- |  |  |
|  | Stati Uniti (bandiera) | A     | Kevin Baker        |  | 198  |  |  |
|  | Stati Uniti (bandiera) | C     | Randy Carter       |  | 203  |  |  |
|  | Stati Uniti (bandiera) | G     | Hosea Crittenden   |  | 173  |  |  |
|  | Stati Uniti (bandiera) | A     | David Grim         |  | 201  |  |  |
|  | Stati Uniti (bandiera) | A     | Dana Jackson       |  | 203  |  |  |
|  | Stati Uniti (bandiera) | A     | Chad Kolander      |  | 206  |  |  |
|  | Stati Uniti (bandiera) | G     | Voshon Lenard      |  | 193  |  |  |
|  | Stati Uniti (bandiera) | G     | Arriel McDonald    |  | 191  |  |  |
|  | Stati Uniti (bandiera) | C     | Ernest Nzigamasabo |  | 206  |  |  |
|  | Stati Uniti (bandiera) | G     | Townsend Orr       |  | 185  |  |  |
|  | Stati Uniti (bandiera) | A     | Robert Roe         |  | 201  |  |  |
|  | Stati Uniti (bandiera) | G     | Nate Tubbs         |  | 193  |  |  |
|  | Stati Uniti (bandiera) | A     | Jayson Walton      |  | 198  |  |  |
|  | Stati Uniti (bandiera) | C     | David Washington   |  | 208  |  |  |
|  | Stati Uniti (bandiera) | G     | Ryan Wolf          |  | 191  |  |  |

- Allenatore: Clem Haskins